# الرأي المحافظ
الرأي المحافظ (Conservative Review) أو "CR" هي شركة إعلام واخبار امريكية تاسست من قبل مارك ليفين المعلق السياسي المحافظ ومذيع الراديو، الذي يشغل حالياً منصب رئيس التحرير. الهدف المعلن للشركة هو «توفير الناخبين المحافظين مع مصدر موثوق من المعلومات عن طبيعة المناصب الفدرالية وطبيعة المرشحين للمكتب الفدرالي.»[بحاجة لمصدر]
في تشرين الأول / أكتوبر 2016, اطلقت الرأي المحافظ قناة CRTV, وهي شبكة تلفزيونية، مع عروض من تقديم مارك ليفين ‏, ميشيل مالكين ‏، ستيفن كراودر، مارك ستين، غافن ماكنيس، ستيف دايس، ومات كيبي. أُلغيَّ عرض مارك ستين في شباط / فبراير عام 2017. في تشرين الأول / أكتوبر عام 2017, انضم نجم مسلسل Duck Dynasty  فيل روبرتسون ‏  إلى تشكيلة الفريق. إيريك بولينج ‏ انضم هو الآخر إلى المجموعة في صيف عام 2018.

## المنظمة
- رئيس التحرير: مارك ليفين[6]
- أبرز المساهمين:
  - Deneen Borelli[7]
  - ستيفن "كراودر"[8]
  - مات كيبي [9]
  - ميشيل مالكين[10]
  - غافن ماكنّيس[11]
  - فيل روبرتسون[12]

## العمل بالدرجات والملفات الشخصية
تمنح شركة CR لكل موظف من أصحاب المناصب الفيدرالية درجة استنادًا إلى «درجة الحرية» الخاصة بهم، وهي درجة تعتمد على أعلى 50 صوتًا أخذها ذلك المكتب خلال فترة نافذة مدتها 6 سنوات، بدلاً من دورة الانتخاب الأخيرة فقط.
ووفقًا لـ CR ، فإن نافذة الست سنوات المتتالية هي "صورة أكثر دقة، لأداء المشرع، بدلاً عن طرق التسجيل التقليدية لمدة عام أو عامين. يتم تحديد النتائج بالنقاط المكتسبة مقسومًا على نقاط محتملة. التصويت للموقف السياسي المحافظ يكسب نقطة واحدة في حين التصويت ضد الموقف المحافظ لا يكسب شيئًا، فالأصوات المفقودة ليست مدرجة في نتيجة العضو.

## قضية مارك ستين
عندما بدأت قناة CRTV, استضاف مارك ستين برنامج حواري على القناة، ولكن سرعان ما ألغت CRTV برنامجه بعد أقل من شهرين. بدأت CRT مسار التحكيم ضد ستين. ومع ذلك، حُكمَ على CRTV بدفع ستين 4 ملايين دولار، وقد أكد قاضي محكمة نيويورك العليا في مانهاتن القرار ضد CRTV.

## وصلات خارجية
- ا لموقع الرسمي